# Scinax lindsayi
Scinax lindsayi är en groddjursart som beskrevs av William F. Pyburn 1992. Scinax lindsayi ingår i släktet Scinax och familjen lövgrodor. IUCN kategoriserar arten globalt som livskraftig. Inga underarter finns listade i Catalogue of Life.